# Diaporthaceae
Diaporthaceae es una familia de hongos en el orden Diaporthales. Sus especies son patógenos de las plantas.

## Géneros
- Allantoporthe
- Aporhytisma
- Clypeoporthella
- Diaporthe
- Diaporthopsis
- Leucodiaporthe
- Mazzantia
- Mazzantiella
- Phomopsis
- Septomazzantia